# انگلیته
انگلیته (به لهستانی:  Anglity) یک روستا در لهستان است که در گمینا پاسونک واقع شده‌است. انگلیته ۶۰ نفر جمعیت دارد.